# 20e étape du Tour de France 2020
Pour un article plus général, voir Tour de France 2020.
La 20e étape du Tour de France 2020 se déroule le samedi 19 septembre 2020, sous la forme d'un contre-la-montre individuel en montagne entre Lure et la Planche des Belles Filles, sur une distance de 36,2 kilomètres.

## Parcours

Carte topographique de l’ascension de la Planche des Belles Filles, en rouge l'itinéraire emprunté en 2020, en jaune, celui de 2019.

Les coureurs s’élancent du centre-ville de Lure (sous-préfecture du département de la Haute-Saône) et remonteront la vallée de l'Ognon en traversant les communes de Saint-Germain, Mélisey (village de Thibaut Pinot) et Belonchamp avant de changer de direction pour Fresse, où se trouvent quelques côtes et un terrain plus accidenté jusqu’au col de la Chevestraye avant une descente sur le bourg de Plancher-les-Mines et enfin l'ascension finale de la Planche des Belles Filles.

## Déroulement de la course
Tadej Pogačar remporte le contre-la-montre final, avec 1 minute 21 secondes d'avance sur Tom Dumoulin et Richie Porte, 1 minute 31 secondes sur Wout van Aert et près de deux minutes sur Primož Roglič et Rémi Cavagna. En ayant été aussi le plus rapide lors de l'ascension de la Planche des Belles Filles, avec 22 et 42 secondes de mieux que Porte et van Aert, Pogačar s'empare de la tête du classement de la montagne. Avec 8 points d'avance sur Richard Carapaz, il est assuré de remporter le classement, s'il termine l'épreuve. Le Slovène réalise un grand coup, puisqu'il prend également la tête du classement général, avec 59 secondes d'avance sur Roglič et 3 minutes 30 sur Porte. 45e de l'étape à 6 minutes 17, Miguel Ángel López chute à la 6e place du classement général, permettant ainsi à Mikel Landa et Enric Mas de gagner chacun une place, à environ 6 minutes du maillot jaune. Derrière, Dumoulin devance désormais Rigoberto Urán et Adam Yates. 47e du contre-la-montre à 6 minutes 26, Alejandro Valverde perd deux places et sort du Top 10. Cela profite à Guillaume Martin et surtout à Damiano Caruso (Bahrain-McLaren), qui fait son entrée dans le Top 10, à 14 minutes 3 secondes du leader. C'est la première fois depuis 2011 que le maillot jaune change d'épaules la veille de l'arrivée à Paris,.

## Résultats

### Classement de l'étape
| Classement de la 20e étape | Classement de la 20e étape | Classement de la 20e étape | Classement de la 20e étape | Classement de la 20e étape |
|                            | Coureur                    | Pays                       | Équipe                     | Temps                      |
| -------------------------- | -------------------------- | -------------------------- | -------------------------- | -------------------------- |
| 1er                        | Tadej Pogačar              | Slovénie                   | UAE Emirates               | en 55 min 55 s             |
| 2e                         | Tom Dumoulin               | Pays-Bas                   | Jumbo-Visma                | + 1 min 21 s               |
| 3e                         | Richie Porte               | Australie                  | Trek-Segafredo             | + 1 min 21 s               |
| 4e                         | Wout van Aert              | Belgique                   | Jumbo-Visma                | + 1 min 31 s               |
| 5e                         | Primož Roglič              | Slovénie                   | Jumbo-Visma                | + 1 min 56 s               |
| 6e                         | Rémi Cavagna               | France                     | Deceuninck-Quick Step      | + 1 min 59 s               |
| 7e                         | Damiano Caruso             | Italie                     | Bahrain-McLaren            | + 2 min 29 s               |
| 8e                         | David de la Cruz           | Espagne                    | UAE Emirates               | + 2 min 40 s               |
| 9e                         | Enric Mas                  | Espagne                    | Movistar                   | + 2 min 45 s               |
| 10e                        | Rigoberto Urán             | Colombie                   | EF Pro Cycling             | + 2 min 54 s               |
| modifier                   |                            |                            |                            |                            |

### Classements aux points intermédiaires
| Classement intermédiaire no 1 Le Raddon (km 14,5) | Classement intermédiaire no 1 Le Raddon (km 14,5) | Classement intermédiaire no 1 Le Raddon (km 14,5) | Classement intermédiaire no 1 Le Raddon (km 14,5) | Classement intermédiaire no 1 Le Raddon (km 14,5) |
|                                                   | Coureur                                           | Pays                                              | Équipe                                            | Temps                                             |
| ------------------------------------------------- | ------------------------------------------------- | ------------------------------------------------- | ------------------------------------------------- | ------------------------------------------------- |
| 1er                                               | Rémi Cavagna                                      | France                                            | Deceuninck-Quick Step                             | en 16 min 57 s                                    |
| 2e                                                | Tom Dumoulin                                      | Pays-Bas                                          | Jumbo-Visma                                       | + 12 s                                            |
| 3e                                                | Tadej Pogačar                                     | Slovénie                                          | UAE Emirates                                      | + 17 s                                            |
| 4e                                                | Kasper Asgreen                                    | Danemark                                          | Deceuninck-Quick Step                             | + 17 s                                            |
| 5e                                                | Primož Roglič                                     | Slovénie                                          | Jumbo-Visma                                       | + 30 s                                            |
| 6e                                                | Wout van Aert                                     | Belgique                                          | Jumbo-Visma                                       | + 39 s                                            |
| 7e                                                | Damiano Caruso                                    | Italie                                            | Bahrain-McLaren                                   | + 41 s                                            |
| 8e                                                | Christophe Laporte                                | France                                            | Cofidis                                           | + 41 s                                            |
| 9e                                                | Christopher Juul Jensen                           | Danemark                                          | Mitchelton-Scott                                  | + 42 s                                            |
| 10e                                               | David de la Cruz                                  | Espagne                                           | UAE Emirates                                      | + 44 s                                            |
| modifier                                          |                                                   |                                                   |                                                   |                                                   |

| Classement intermédiaire no 2 Plancher-les-Mines - Pied de col (km 30,3) | Classement intermédiaire no 2 Plancher-les-Mines - Pied de col (km 30,3) | Classement intermédiaire no 2 Plancher-les-Mines - Pied de col (km 30,3) | Classement intermédiaire no 2 Plancher-les-Mines - Pied de col (km 30,3) | Classement intermédiaire no 2 Plancher-les-Mines - Pied de col (km 30,3) |
|                                                                          | Coureur                                                                  | Pays                                                                     | Équipe                                                                   | Temps                                                                    |
| ------------------------------------------------------------------------ | ------------------------------------------------------------------------ | ------------------------------------------------------------------------ | ------------------------------------------------------------------------ | ------------------------------------------------------------------------ |
| 1er                                                                      | Tom Dumoulin                                                             | Pays-Bas                                                                 | Jumbo-Visma                                                              | en 39 min 43 s                                                           |
| 2e                                                                       | Tadej Pogačar                                                            | Slovénie                                                                 | UAE Emirates                                                             | + 1 s                                                                    |
| 3e                                                                       | Rémi Cavagna                                                             | France                                                                   | Deceuninck-Quick Step                                                    | + 18 s                                                                   |
| 4e                                                                       | Primož Roglič                                                            | Slovénie                                                                 | Jumbo-Visma                                                              | + 37 s                                                                   |
| 5e                                                                       | Damiano Caruso                                                           | Italie                                                                   | Bahrain-McLaren                                                          | + 49 s                                                                   |
| 6e                                                                       | Wout van Aert                                                            | Belgique                                                                 | Jumbo-Visma                                                              | + 51 s                                                                   |
| 7e                                                                       | Richie Porte                                                             | Australie                                                                | Trek-Segafredo                                                           | + 1 min 1 s                                                              |
| 8e                                                                       | David de la Cruz                                                         | Espagne                                                                  | UAE Emirates                                                             | + 1 min 12 s                                                             |
| 9e                                                                       | Kasper Asgreen                                                           | Danemark                                                                 | Deceuninck-Quick Step                                                    | + 1 min 13 s                                                             |
| 10e                                                                      | Rigoberto Urán                                                           | Colombie                                                                 | EF Pro Cycling                                                           | + 1 min 31 s                                                             |
| modifier                                                                 |                                                                          |                                                                          |                                                                          |                                                                          |

| \| Classement intermédiaire no 3 Point chrono à mi-pente (km 33,5) \| Classement intermédiaire no 3 Point chrono à mi-pente (km 33,5) \| Classement intermédiaire no 3 Point chrono à mi-pente (km 33,5) \| Classement intermédiaire no 3 Point chrono à mi-pente (km 33,5) \| Classement intermédiaire no 3 Point chrono à mi-pente (km 33,5) \| \| \| Coureur \| Pays \| Équipe \| Temps \| \| --------------------------------------------------------------- \| --------------------------------------------------------------- \| --------------------------------------------------------------- \| --------------------------------------------------------------- \| --------------------------------------------------------------- \| \| 1er \| Tadej Pogačar \| Slovénie \| UAE Emirates \| en 49 min 15 s \| \| 2e \| Tom Dumoulin \| Pays-Bas \| Jumbo-Visma \| + 48 s \| \| 3e \| Richie Porte \| Australie \| Trek-Segafredo \| + 1 min 6 s \| \| 4e \| Wout van Aert \| Belgique \| Jumbo-Visma \| + 1 min 15 s \| \| 5e \| Rémi Cavagna \| France \| Deceuninck-Quick Step \| + 1 min 21 s \| \| 6e \| Primož Roglič \| Slovénie \| Jumbo-Visma \| + 1 min 22 s \| \| 7e \| Damiano Caruso \| Italie \| Bahrain-McLaren \| + 1 min 47 s \| \| 8e \| David de la Cruz \| Espagne \| UAE Emirates \| + 2 min 5 s \| \| 9e \| Rigoberto Urán \| Colombie \| EF Pro Cycling \| + 2 min 18 s \| \| 10e \| Enric Mas \| Espagne \| Movistar \| + 2 min 28 s \| \| modifier \| \| \| \| \| |                  |           |                       |                |
| Classement intermédiaire no 3 Point chrono à mi-pente (km 33,5) |                  |           |                       |                |
| | Coureur          | Pays      | Équipe                | Temps          |
| 1er | Tadej Pogačar    | Slovénie  | UAE Emirates          | en 49 min 15 s |
| 2e | Tom Dumoulin     | Pays-Bas  | Jumbo-Visma           | + 48 s         |
| 3e | Richie Porte     | Australie | Trek-Segafredo        | + 1 min 6 s    |
| 4e | Wout van Aert    | Belgique  | Jumbo-Visma           | + 1 min 15 s   |
| 5e | Rémi Cavagna     | France    | Deceuninck-Quick Step | + 1 min 21 s   |
| 6e | Primož Roglič    | Slovénie  | Jumbo-Visma           | + 1 min 22 s   |
| 7e | Damiano Caruso   | Italie    | Bahrain-McLaren       | + 1 min 47 s   |
| 8e | David de la Cruz | Espagne   | UAE Emirates          | + 2 min 5 s    |
| 9e | Rigoberto Urán   | Colombie  | EF Pro Cycling        | + 2 min 18 s   |
| 10e | Enric Mas        | Espagne   | Movistar              | + 2 min 28 s   |
| modifier |                  |           |                       |                |

### Points attribués
| \| Arrivée d'étape La Planche des Belles Filles (km 36,2) \| Arrivée d'étape La Planche des Belles Filles (km 36,2) \| Arrivée d'étape La Planche des Belles Filles (km 36,2) \| Arrivée d'étape La Planche des Belles Filles (km 36,2) \| Arrivée d'étape La Planche des Belles Filles (km 36,2) \| \| ------------------------------------------------------ \| ------------------------------------------------------ \| ------------------------------------------------------ \| ------------------------------------------------------ \| ------------------------------------------------------ \| \| \| Coureur \| Pays \| Équipe \| Point(s) \| \| 1er \| Tadej Pogačar \| Slovénie \| UAE Emirates \| 20 \| \| 2e \| Tom Dumoulin \| Pays-Bas \| Jumbo-Visma \| 17 \| \| 3e \| Richie Porte \| Australie \| Trek-Segafredo \| 15 \| \| 4e \| Wout van Aert \| Belgique \| Jumbo-Visma \| 13 \| \| 5e \| Primož Roglič \| Slovénie \| Jumbo-Visma \| 11 \| \| 6e \| Rémi Cavagna \| France \| Deceuninck-Quick Step \| 10 \| \| 7e \| Damiano Caruso \| Italie \| Bahrain-McLaren \| 9 \| \| 8e \| David de la Cruz \| Espagne \| UAE Emirates \| 8 \| \| 9e \| Enric Mas \| Espagne \| Movistar \| 7 \| \| 10e \| Rigoberto Urán \| Colombie \| EF Pro Cycling \| 6 \| \| 11e \| Daniel Felipe Martínez \| Colombie \| EF Pro Cycling \| 5 \| \| 12e \| Peio Bilbao \| Espagne \| Bahrain-McLaren \| 4 \| \| 13e \| Marc Soler \| Espagne \| Movistar \| 3 \| \| 14e \| Mikel Landa \| Espagne \| Bahrain-McLaren \| 2 \| \| 15e \| Warren Barguil \| France \| Arkéa-Samsic \| 1 \| \| modifier \| \| \| \| \| |                        |           |                       |          |
| Arrivée d'étape La Planche des Belles Filles (km 36,2) |                        |           |                       |          |
| | Coureur                | Pays      | Équipe                | Point(s) |
| 1er | Tadej Pogačar          | Slovénie  | UAE Emirates          | 20       |
| 2e | Tom Dumoulin           | Pays-Bas  | Jumbo-Visma           | 17       |
| 3e | Richie Porte           | Australie | Trek-Segafredo        | 15       |
| 4e | Wout van Aert          | Belgique  | Jumbo-Visma           | 13       |
| 5e | Primož Roglič          | Slovénie  | Jumbo-Visma           | 11       |
| 6e | Rémi Cavagna           | France    | Deceuninck-Quick Step | 10       |
| 7e | Damiano Caruso         | Italie    | Bahrain-McLaren       | 9        |
| 8e | David de la Cruz       | Espagne   | UAE Emirates          | 8        |
| 9e | Enric Mas              | Espagne   | Movistar              | 7        |
| 10e | Rigoberto Urán         | Colombie  | EF Pro Cycling        | 6        |
| 11e | Daniel Felipe Martínez | Colombie  | EF Pro Cycling        | 5        |
| 12e | Peio Bilbao            | Espagne   | Bahrain-McLaren       | 4        |
| 13e | Marc Soler             | Espagne   | Movistar              | 3        |
| 14e | Mikel Landa            | Espagne   | Bahrain-McLaren       | 2        |
| 15e | Warren Barguil         | France    | Arkéa-Samsic          | 1        |
| modifier |                        |           |                       |          |

### Cols et côtes
| \| La Planche des Belles Filles (km 36,2) 1re catégorie (5,9 km à 8,5%) \| La Planche des Belles Filles (km 36,2) 1re catégorie (5,9 km à 8,5%) \| La Planche des Belles Filles (km 36,2) 1re catégorie (5,9 km à 8,5%) \| La Planche des Belles Filles (km 36,2) 1re catégorie (5,9 km à 8,5%) \| La Planche des Belles Filles (km 36,2) 1re catégorie (5,9 km à 8,5%) \| \| -------------------------------------------------------------------- \| -------------------------------------------------------------------- \| -------------------------------------------------------------------- \| -------------------------------------------------------------------- \| -------------------------------------------------------------------- \| \| \| Coureur \| Pays \| Équipe \| Point(s) \| \| 1er \| Tadej Pogačar \| Slovénie \| UAE Emirates \| 10 \| \| 2e \| Richie Porte \| Australie \| Trek-Segafredo \| 8 \| \| 3e \| Wout van Aert \| Belgique \| Jumbo Visma \| 6 \| \| 4e \| Enric Mas \| Espagne \| Movistar \| 4 \| \| 5e \| Peio Bilbao \| Espagne \| Bahrain-McLaren \| 2 \| \| 6e \| Daniel Felipe Martínez \| Colombie \| EF Pro Cycling \| 1 \| \| modifier \| \| \| \| \| |                        |           |                 |          |
| La Planche des Belles Filles (km 36,2) 1re catégorie (5,9 km à 8,5%) |                        |           |                 |          |
| | Coureur                | Pays      | Équipe          | Point(s) |
| 1er | Tadej Pogačar          | Slovénie  | UAE Emirates    | 10       |
| 2e | Richie Porte           | Australie | Trek-Segafredo  | 8        |
| 3e | Wout van Aert          | Belgique  | Jumbo Visma     | 6        |
| 4e | Enric Mas              | Espagne   | Movistar        | 4        |
| 5e | Peio Bilbao            | Espagne   | Bahrain-McLaren | 2        |
| 6e | Daniel Felipe Martínez | Colombie  | EF Pro Cycling  | 1        |
| modifier |                        |           |                 |          |

### Prix de la combativité
Le prix de la combativité n'est pas décerné dans le cadre des étapes contre-la-montre.

## Classements à l'issue de l'étape

### Classement général
| Classement général | Classement général | Classement général | Classement général | Classement général  |
|                    | Coureur            | Pays               | Équipe             | Temps               |
| ------------------ | ------------------ | ------------------ | ------------------ | ------------------- |
| 1er                | Tadej Pogačar      | Slovénie           | UAE Emirates       | en 84 h 26 min 33 s |
| 2e                 | Primož Roglič      | Slovénie           | Jumbo-Visma        | + 59 s              |
| 3e                 | Richie Porte       | Australie          | Trek-Segafredo     | + 3 min 30 s        |
| 4e                 | Mikel Landa        | Espagne            | Bahrain-McLaren    | + 5 min 58 s        |
| 5e                 | Enric Mas          | Espagne            | Movistar           | + 6 min 7 s         |
| 6e                 | Miguel Ángel López | Colombie           | Astana             | + 6 min 47 s        |
| 7e                 | Tom Dumoulin       | Pays-Bas           | Jumbo-Visma        | + 7 min 48 s        |
| 8e                 | Rigoberto Urán     | Colombie           | EF Pro Cycling     | + 8 min 2 s         |
| 9e                 | Adam Yates         | Royaume-Uni        | Mitchelton-Scott   | + 9 min 25 s        |
| 10e                | Damiano Caruso     | Italie             | Bahrain-McLaren    | + 14 min 3 s        |
| modifier           |                    |                    |                    |                     |

| Classement par points | Classement par points | Classement par points | Classement par points    | Classement par points |
| --------------------- | --------------------- | --------------------- | ------------------------ | --------------------- |
|                       | Coureur               | Pays                  | Équipe                   | Point(s)              |
| 1er                   | Sam Bennett           | Irlande               | Deceuninck-Quick Step    | 319 points            |
| 2e                    | Peter Sagan           | Slovaquie             | Bora-Hansgrohe           | 264 pts               |
| 3e                    | Matteo Trentin        | Italie                | CCC                      | 250 pts               |
| 4e                    | Bryan Coquard         | France                | B&B Hotels-Vital Concept | 173 pts               |
| 5e                    | Wout van Aert         | Belgique              | Jumbo-Visma              | 160 pts               |
| 6e                    | Caleb Ewan            | Australie             | Lotto-Soudal             | 158 pts               |
| 7e                    | Julian Alaphilippe    | France                | Deceuninck-Quick Step    | 150 pts               |
| 8e                    | Tadej Pogačar         | Slovénie              | UAE Emirates             | 143 pts               |
| 9e                    | Søren Kragh Andersen  | Danemark              | Sunweb                   | 138 pts               |
| 10e                   | Michael Mørkøv        | Danemark              | Deceuninck-Quick Step    | 129 pts               |
| modifier              |                       |                       |                          |                       |

| Classement du meilleur grimpeur | Classement du meilleur grimpeur | Classement du meilleur grimpeur | Classement du meilleur grimpeur | Classement du meilleur grimpeur |
| ------------------------------- | ------------------------------- | ------------------------------- | ------------------------------- | ------------------------------- |
|                                 | Coureur                         | Pays                            | Équipe                          | Point(s)                        |
| 1er                             | Tadej Pogačar                   | Slovénie                        | UAE Emirates                    | 82 points                       |
| 2e                              | Richard Carapaz                 | Équateur                        | Ineos Grenadiers                | 74 pts                          |
| 3e                              | Primož Roglič                   | Slovénie                        | Jumbo-Visma                     | 67 pts                          |
| 4e                              | Marc Hirschi                    | Suisse                          | Sunweb                          | 62 pts                          |
| 5e                              | Miguel Ángel López              | Colombie                        | Astana                          | 51 pts                          |
| 6e                              | Benoît Cosnefroy                | France                          | AG2R La Mondiale                | 36 pts                          |
| 7e                              | Pierre Rolland                  | France                          | B&B Hotels-Vital Concept        | 36 pts                          |
| 8e                              | Richie Porte                    | Australie                       | Trek-Segafredo                  | 36 pts                          |
| 9e                              | Nans Peters                     | France                          | AG2R La Mondiale                | 32 pts                          |
| 10e                             | Lennard Kämna                   | Allemagne                       | Bora-Hansgrohe                  | 27 pts                          |
| modifier                        |                                 |                                 |                                 |                                 |

| Classement général du meilleur jeune | Classement général du meilleur jeune | Classement général du meilleur jeune | Classement général du meilleur jeune | Classement général du meilleur jeune |
|                                      | Coureur                              | Pays                                 | Équipe                               | Temps                                |
| ------------------------------------ | ------------------------------------ | ------------------------------------ | ------------------------------------ | ------------------------------------ |
| 1er                                  | Tadej Pogačar                        | Slovénie                             | UAE Emirates                         | en 84 h 26 min 33 s                  |
| 2e                                   | Enric Mas                            | Espagne                              | Movistar                             | + 6 min 7 s                          |
| 3e                                   | Valentin Madouas                     | France                               | Groupama-FDJ                         | + 1 h 42 min 22 s                    |
| 4e                                   | Daniel Felipe Martínez               | Colombie                             | EF Pro Cycling                       | + 1 h 54 min 51 s                    |
| 5e                                   | Lennard Kämna                        | Allemagne                            | Bora-Hansgrohe                       | + 2 h 14 min 33 s                    |
| 6e                                   | Harold Tejada                        | Colombie                             | Astana                               | + 2 h 36 min 41 s                    |
| 7e                                   | Niklas Eg                            | Danemark                             | Trek-Segafredo                       | + 2 h 49 min 43 s                    |
| 8e                                   | Marc Hirschi                         | Suisse                               | Sunweb                               | + 2 h 51 min 29 s                    |
| 9e                                   | Neilson Powless                      | États-Unis                           | EF Pro Cycling                       | + 3 h 2 min 48 s                     |
| 10e                                  | Pavel Sivakov                        | Russie                               | Ineos Grenadiers                     | + 4 h 13 min 9 s                     |
| modifier                             |                                      |                                      |                                      |                                      |

| Classement par équipes | Classement par équipes | Classement par équipes | Classement par équipes |
|                        | Équipe                 | Pays                   | Temps                  |
| ---------------------- | ---------------------- | ---------------------- | ---------------------- |
| 1re                    | Movistar               | Espagne                | en 253 h 34 min 22 s   |
| 2e                     | Jumbo-Visma            | Pays-Bas               | + 18 min 31 s          |
| 3e                     | Bahrain-McLaren        | Bahreïn                | + 57 min 10 s          |
| 4e                     | EF Pro Cycling         | États-Unis             | + 1 h 16 min 43 s      |
| 5e                     | Ineos Grenadiers       | Royaume-Uni            | + 1 h 30 min 58 s      |
| 6e                     | Trek-Segafredo         | États-Unis             | + 1 h 39 min 39 s      |
| 7e                     | Astana                 | Kazakhstan             | + 1 h 47 min 15 s      |
| 8e                     | AG2R La Mondiale       | France                 | + 2 h 58 min 26 s      |
| 9e                     | UAE Emirates           | Émirats arabes unis    | + 3 h 6 min 46 s       |
| 10e                    | Mitchelton-Scott       | Australie              | + 3 h 25 min 10 s      |
| modifier               |                        |                        |                        |

## Abandon(s)
Aucun abandon.